# Ministerium für Inneres, Kommunales, Wohnen und Sport des Landes Schleswig-Holstein
Das Ministerium für Inneres, Kommunales, Wohnen und Sport (MIKWS) ist ein Landesministerium in Schleswig-Holstein. Die Behörde wird seit dem 29. April 2020 von Sabine Sütterlin-Waack (CDU) geführt, Staatssekretäre sind Magdalena Finke und Frederik Hogrefe (CDU).
Unter anderem nimmt es als Oberste Bauaufsichtsbehörde die Fachaufsicht über die unteren Bauaufsichtsbehörden wahr. Außerdem hat das Ministerium die Aufsicht über das Landesamt für Vermessung und Geoinformation Schleswig-Holstein sowie das Landesamt für Zuwanderung und Flüchtlinge Schleswig-Holstein.

## Name
Das "Ministerium für Inneres, ländliche Räume, Integration und Gleichstellung" (MILIG) wurde zwischen 13. Juli 2022 und 19. Dezember 2022 umbenannt in "Ministerium für Inneres, Kommunales, Wohnen und Sport" (MIKWS).

## Organisation
An der Spitze des Ministeriums steht der Minister, welcher von zwei Staatssekretären unterstützt wird. Unter der Ebene der Staatssekretäre gliedert sich das Ministerium in folgende sieben Abteilungen, welche sich wiederum in verschiedene Referate untergliedern:
- Abteilung IV 1 – Allgemeine Abteilung
- Abteilung IV 2 – Bevölkerungsschutz und Ordnungsrecht
- Abteilung IV 3 – Kommunalabteilung
- Abteilung IV 4 – Polizeiabteilung
- Abteilung IV 5 – Bauen und Wohnen
- Abteilung IV 6 – Landesplanung und ländliche Räume
- Abteilung IV 7 – Verfassungsschutz